# Giovanni Battista Cuneo
Giovanni Battista Cuneo (Oneglia, 9 novembre 1809 – Firenze, 18 dicembre 1875) è stato un giornalista, politico e patriota italiano.
Fu aderente alla Giovine Italia, che nel 1833 presentò a Giuseppe Garibaldi, a Taganrog, sul Mar d'Azov. Si adoperò  poi a diffondere le idee mazziniane tra gli emigrati in Argentina, quando si trasferì nel sud America. In Uruguay, a Montevideo, fondò alcuni giornali tra cui L'Italiano (1842), Il Legionario Italiano (1844). Sempre in questo periodo fu stretto collaboratore, una sorta di segretario, di Garibaldi.
Nel 1849 fu deputato al parlamento subalpino, ma non si allontanò mai definitivamente dal sud America. Nel 1863 divenne responsabile generale per l'emigrazione in Argentina.
Cuneo è ricordato, inoltre, per essere il primo autore di una biografia su Giuseppe Garibaldi (Biografia di Giuseppe Garibaldi, 1850). Giuseppe Garibaldi nei suoi scritti si riferisce a lui come a "il credente", tanta era la fede nelle idee mazziniane che in lui che traspariva.
La città di Imperia gli ha intitolato il porto di Oneglia, denominandolo "CALATA CUNEO"